# David de Miguel
David de Miguel-Lapiedra, né le 7 février 1965 à Tortosa, est un ancien joueur de tennis professionnel espagnol.
Il a passé 12 semaines dans le top 100 à l'été 1987.

## Carrière
Chez les juniors, il a atteint les demi-finales de l'Orange Bowl en 1983 et devient la même année champion d'Espagne junior.
Pour son premier tournoi ATP à Florence en 1984, il se qualifie pour les quarts de finale. Il a atteint ce stade de la compétition à quatre autres reprises sur le circuit : Madrid en 1985, Stuttgart (victoire sur Slobodan Živojinović, 24e) et Barcelone en 1986 et Bordeaux en 1987. En double, il a joué deux finales en 1986 et deux demi-finales en 1985.
Sur le circuit Challenger, il a remporté le tournoi de Marrakech en 1986 et s'est incliné trois fois en finale : Agadir en 1985, Le Caire en 1987 et Casablanca en 1988. En double, il s'est illustré à Messine en 1985.
Il a repris brièvement sa carrière pendant les années 2000 en participant à une quinzaine de tournois Challenger en double, essentiellement en Espagne.

## Palmarès

### Titre en double messieurs
| No | Date       | Nom et lieu du tournoi           | Catégorie | Dotation  | Surface      | Partenaire   | Finalistes                    | Score    |  |
| -- | ---------- | -------------------------------- | --------- | --------- | ------------ | ------------ | ----------------------------- | -------- |  |
| 1  | 07-07-1986 | Grand Prix Passing Shot Bordeaux |           | 125 000 $ | Terre (ext.) | Jordi Arrese | Ronald Agenor Mansour Bahrami | 7-5, 6-4 |  |

### Finale en double messieurs
| No | Date       | Nom et lieu du tournoi             | Catégorie | Dotation | Surface      | Vainqueurs                   | Partenaire  | Score    |  |
| -- | ---------- | ---------------------------------- | --------- | -------- | ------------ | ---------------------------- | ----------- | -------- |  |
| 1  | 28-04-1986 | Tournoi de tennis de Madrid Madrid |           | 85 000 $ | Terre (ext.) | Anders Järryd Joakim Nyström | Jesus Colas | 6-2, 6-2 |  |

## Parcours dans les tournois duGrand Chelem

### En simple
| Année | Open d'Australie | Open d'Australie | Internationaux de France | Internationaux de France | Wimbledon       | Wimbledon | US Open | US Open |
| ----- | ---------------- | ---------------- | ------------------------ | ------------------------ | --------------- | --------- | ------- | ------- |
| 1986  | —                | —                | 1er tour (1/64)          | H. Leconte               | 1er tour (1/64) | J. Sadri  | —       | —       |
| 1987  | —                | —                | 1er tour (1/64)          | S. Davis                 | —               | —         | —       | —       |

N.B. : à droite du résultat se trouve le nom de l'ultime adversaire.

### En double
| Année | Open d'Australie | Open d'Australie | Internationaux de France | Internationaux de France   | Wimbledon                  | Wimbledon           | US Open | US Open |
| ----- | ---------------- | ---------------- | ------------------------ | -------------------------- | -------------------------- | ------------------- | ------- | ------- |
| 1985  | —                | —                | 1er tour (1/32) A. Tous  | M. Edmondson K. Warwick    | —                          | —                   | —       | —       |
| 1986  | —                | —                | 1er tour (1/32) J. Colas | J. Gunnarsson M. Mortensen | 1er tour (1/32) J. Soares  | D. Felgate S. Shaw  | —       | —       |
| 1987  | —                | —                | 2e tour (1/16) J. Arrese | T. Meinecke R. Osterthun   | 1er tour (1/32) S. Colombo | S. Casal E. Sánchez | —       | —       |

N.B. : le nom du ou de la partenaire se trouve sous le résultat ; le nom des ultimes adversaires se trouve à droite.